# Beom-joe-so-nyeon
Beom-joe-so-nyeon é um filme de drama sul-coreano de 2012 dirigido por Kang Yi-Kwan, com roteiro de Park Joo-Young e do próprio diretor.
Rebatizado como Juvenile Offender, foi exibido na 42.ª Mostra Internacional de Cinema de São Paulo, em 2018.
Em 2013, foi selecionado como representante da Coreia do Sul à edição do Oscar 2013, organizada pela Academia de Artes e Ciências Cinematográficas.[carece de fontes?]

## Sinopse
Ji-gu é um menor infrator de 16 anos em liberdade condicional e vivendo com seu avô, até que um novo problema com a Justiça o envia para a prisão. Onze meses depois, fica sabendo que seu avô morreu e que sua mãe, a quem julgava morta, havia sido encontrada.

## Elenco
- Lee Jung-Hyun - Hyo-Seung
- Seo Young-Joo - Jang Ji-Goo
- Jun Ye-Jin - Kim Sae-Rom
- Kang Rae-Yeon - Ji-Young
- Jung Suk-Yong - Kim Sun-Saeng
- Choi Won-Tae - Jae-Bum